# Khjungpo Naldzior
Khjungpo Naldzior (według legend 918-1079) – mnich buddyzmu tybetańskiego, założyciel tradycji shangpa należącej do Diamentowej Drogi.
Khjungpo Naldzior urodził się w rodzinie praktykującej tradycję bon. Nazwisko Khjung to tybetańskie słowo oznaczające Garudę, mitycznego ptaka, bardzo ważnego w tej religii. Khjungpo Naldzior otrzymał tradycyjne wykształcenie i był wychowany zgodne z tradycją bon, w której wciąż mu jednak czegoś brakowało, co zaprowadziło go do poszukiwań własnej ścieżki.
Według tradycji miał stu pięćdziesięciu nauczycieli, których poznał podróżując często z Tybetu do Indii, chociaż głównymi nauczycielkami były ponoć dwie dakinie: Niguma i Sukhasiddhi. W tamtych czasach droga między Tybetem a Indiami była bardzo niebezpieczna i zajmowała wiele miesięcy. Khjungpo podróżował aby zdobyć dharmę i krzewić ją w Tybecie. Za każdym razem, kiedy udawał się w podróż, starał się zebrać jak najwięcej złota, żeby złożyć je w ofierze nauczycielom, których spotka. Sprawiało to, że jego podróże były szczególnie niebezpieczne z uwagi na rozbójników.
Na pamiątkę złota, które ofiarowywał w zamian za naukę Khjungpo Naldzior, Dharma shangpa kagyu jest inaczej nazywana złotą Dharmą. Była ona niejako za to złoto „kupiona”. Po pewnym czasie mnich zgromadził wokół siebie uczniów, którzy również dawali mu złoto. Dzięki temu mógł wciąż udawać się ze złotem do Indii po kolejne nauki, które po powrocie im przekazywał. Według tradycji żył ponad 150 lat.